# Maringouin
Maringouin és una població dels Estats Units a l'estat de Louisiana. Segons el cens del 2000 tenia 1.262 habitants.

## Demografia
Segons el cens del 2000, Maringouin tenia 1.262 habitants, 421 habitatges, i 327 famílies. La densitat de població era de 649,7 habitants/km².
Dels 421 habitatges en un 40,4% hi vivien nens de menys de 18 anys, en un 44,7% hi vivien parelles casades, en un 27,6% dones solteres, i en un 22,1% no eren unitats familiars. En el 20,2% dels habitatges hi vivien persones soles l'11,6% de les quals corresponia a persones de 65 anys o més que vivien soles. El nombre mitjà de persones vivint en cada habitatge era de 3 i el nombre mitjà de persones que vivien en cada família era de 3,43.
Per edats la població es repartia de la següent manera: un 33,1% tenia menys de 18 anys, un 9,3% entre 18 i 24, un 24,3% entre 25 i 44, un 20,2% de 45 a 60 i un 13,1% 65 anys o més.
L'edat mediana era de 32 anys. Per cada 100 dones de 18 o més anys hi havia 73,7 homes.
La renda mediana per habitatge era de 23.816 $ i la renda mediana per família de 28.359 $. Els homes tenien una renda mediana de 27.917 $ mentre que les dones 19.500 $. La renda per capita de la població era de 10.817 $. Entorn del 27,5% de les famílies i el 31,5% de la població estaven per davall del llindar de pobresa.

## Poblacions més properes
El següent diagrama mostra les poblacions més properes.